# ابن أبي الفوارس
أبو الفتح محمد بن أحمد بن محمد بن فارس بن أبي الفوارس سهل البغدادي (338- 412 هـ= 949- 1002،)، عالم ومُحدِّث مسلم، ارتحل إلى البصرة وبلاد فارس وخراسان، كان أول سماعه في سنة 346 هـ، وجمع وصنف، وانتخب عليه المشايخ ، قال الذهبي: «كان مشهورا بالحفظ والصلاح والمعرفة».

## طلبه للعلم
- حدث عن: أبي بكر الإسماعيلي، وأحمد بن الفضل بن خزيمة، وجعفر بن محمد الخلدي، ودعلج بن أحمد، وأبي عيسى بكار بن أحمد، وأبي بكر الشافع ، وأبي بكر النقاش المفسر، وأبي علي بن الصواف، ومحمد بن الحسن بن مقسم، وأبي بكر بن الهيثم الأنباري، وابن المقرئ صاحب المعجم، وأبو بكر النجاد.
- حدث عنه: أبو سعد الماليني، وأبو بكر البرقاني، والخطيب البغدادي، وأبو علي بن البناء، وأبو الحسين بن المهتدي بالله ، ومحمد بن علي بن سكينة، ومالك بن أحمد البانياسي. وسمع منه أبو بكر البيهقي ببغداد، ووصفه بالحفظ، وكان يقرأ عليه ببغداد.[2][3]

## وفاته
كان يسكن بالجانب الشرقي ويملي في جامع الرصافة، وتوفي في يوم الأربعاء السادس عشر من ذي القعدة سنة اثنتي عشرة وأربعمائة، ودفن في اليوم التالي يوم الخميس بمقبرة باب حرب، وقبره إلى جنب قبر أحمد بن حنبل.